# Ophiopsammus
Genre
Ophiopsammus est un genre d'ophiures (groupe proche des étoiles de mer) de la famille des Ophiodermatidae (longtemps confondu avec le genre Pectinura). 

## Liste d'espèces
Selon World Register of Marine Species (21 octobre 2019) :
- Ophiopsammus aequalis (Lyman, 1880)
- Ophiopsammus anchista (H.L. Clark, 1911)
- Ophiopsammus angusta Vail & Rowe, 1989
- Ophiopsammus assimilis (Bell, 1888)
- Ophiopsammus maculata (Verrill, 1869)
- Ophiopsammus yoldii (Lütken, 1856)

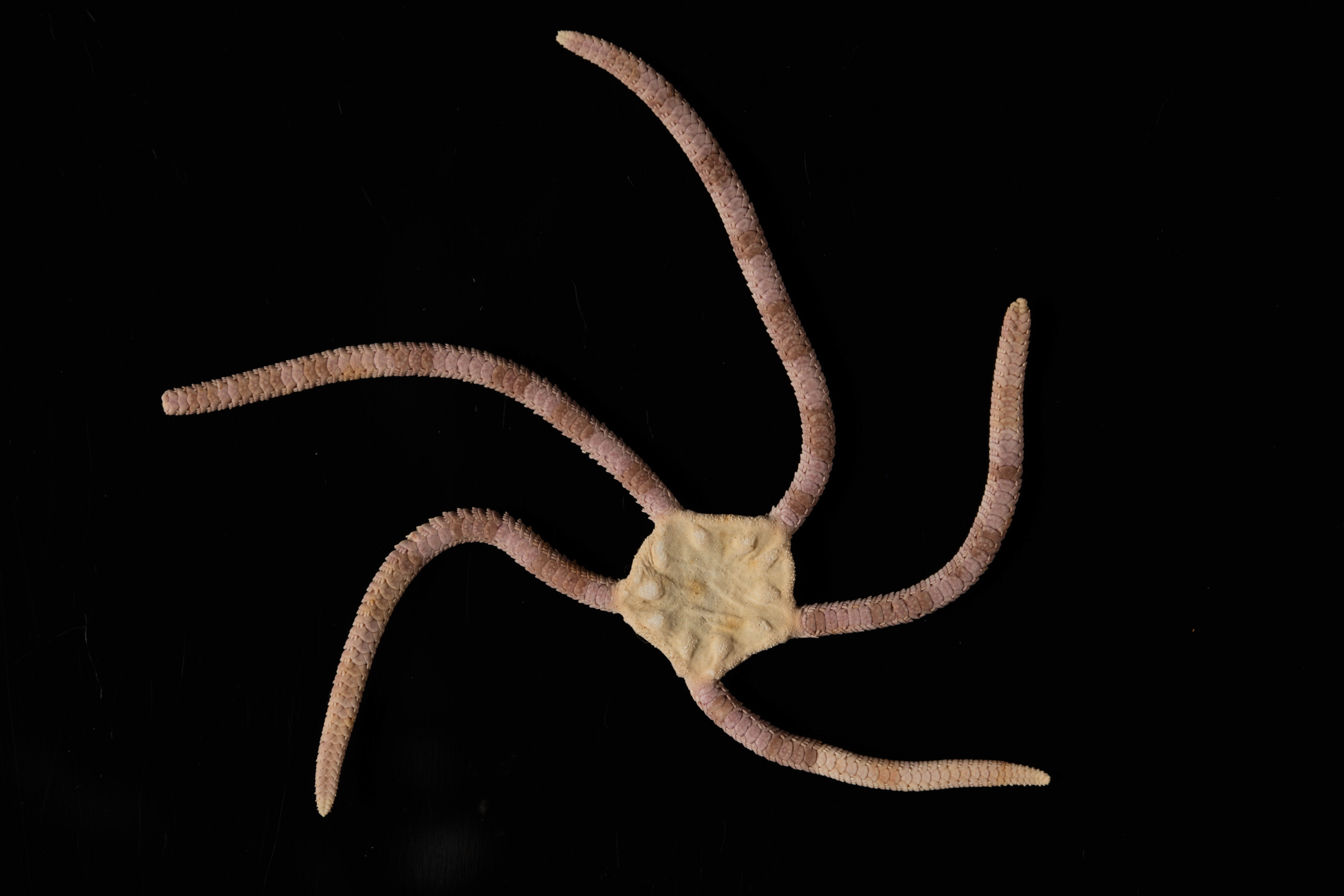
Ophiopsammus assimilis.
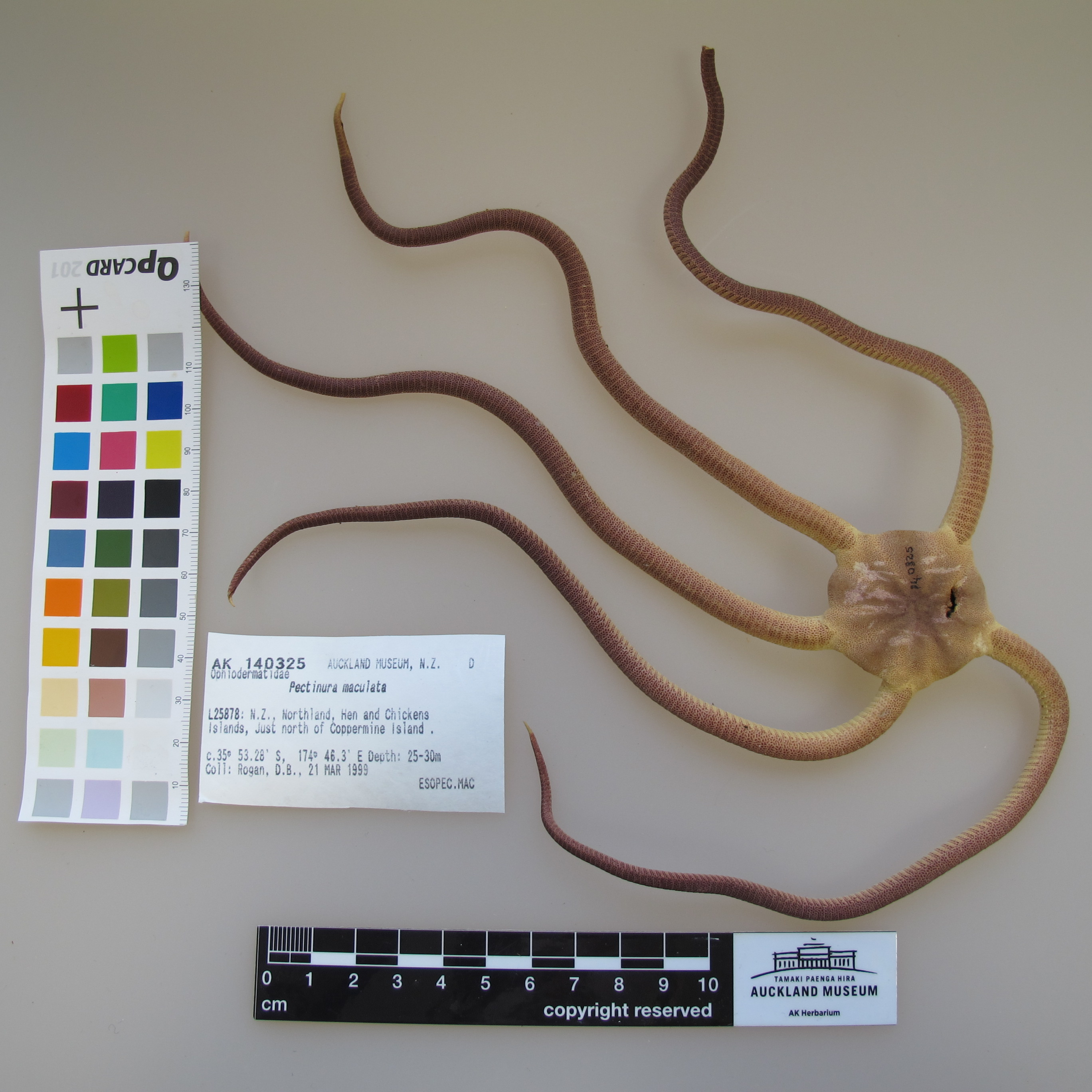
Ophiopsammus maculata.
Ophiopsammus yoldii.